# Tyttbo
Tyttbo är en by i By distrikt (By socken) vid Dalälven i sydöstra Dalarna cirka 40 km nedströms Avesta och helt nära Färnebofjärden. 
Man kan nå Tyttbo via Hovnäs färja från söder eller med bil från By kyrkby, Folkärna och Horndal. Man kan också komma med båt från Östa vid Tärnsjö samt med båt eller bil från Österfärnebo.
I närheten av Tyttbo, närmare bestämt på Tjuvholmen i Färnebofjärden möts de fyra länen Dalarna, Gävleborg, Uppsala och Västmanland som i ett gränskors. Ingen annanstans i Sverige möts fyra län på detta sätt.
Området med forsar och strömmar är cirka 3 km långt. Här finns forsarna Härsingen, Balen och Tyttboforsen. 